# Höchstleistungsrechner Bayern II
| Name           | HLRB 2      |
| Rpeak          | 62,3 TFLOPS |
| Rmax           | 56,5 TFLOPS |
| Prozessorkerne | 9728        |
| Hauptspeicher  | 39 TB       |
| Hersteller     | SGI         |

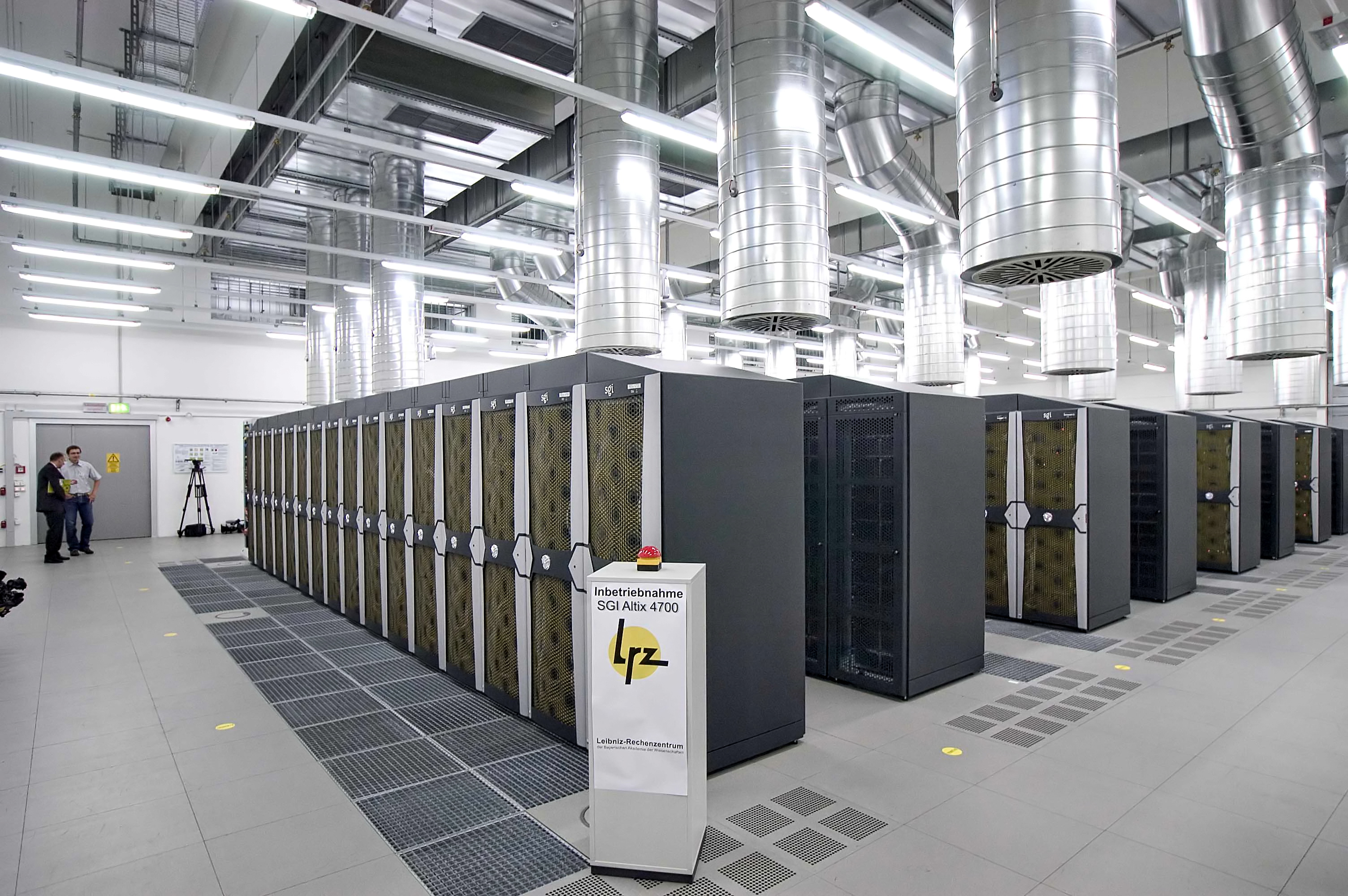
HLRB II bei der Einweihungsfeier

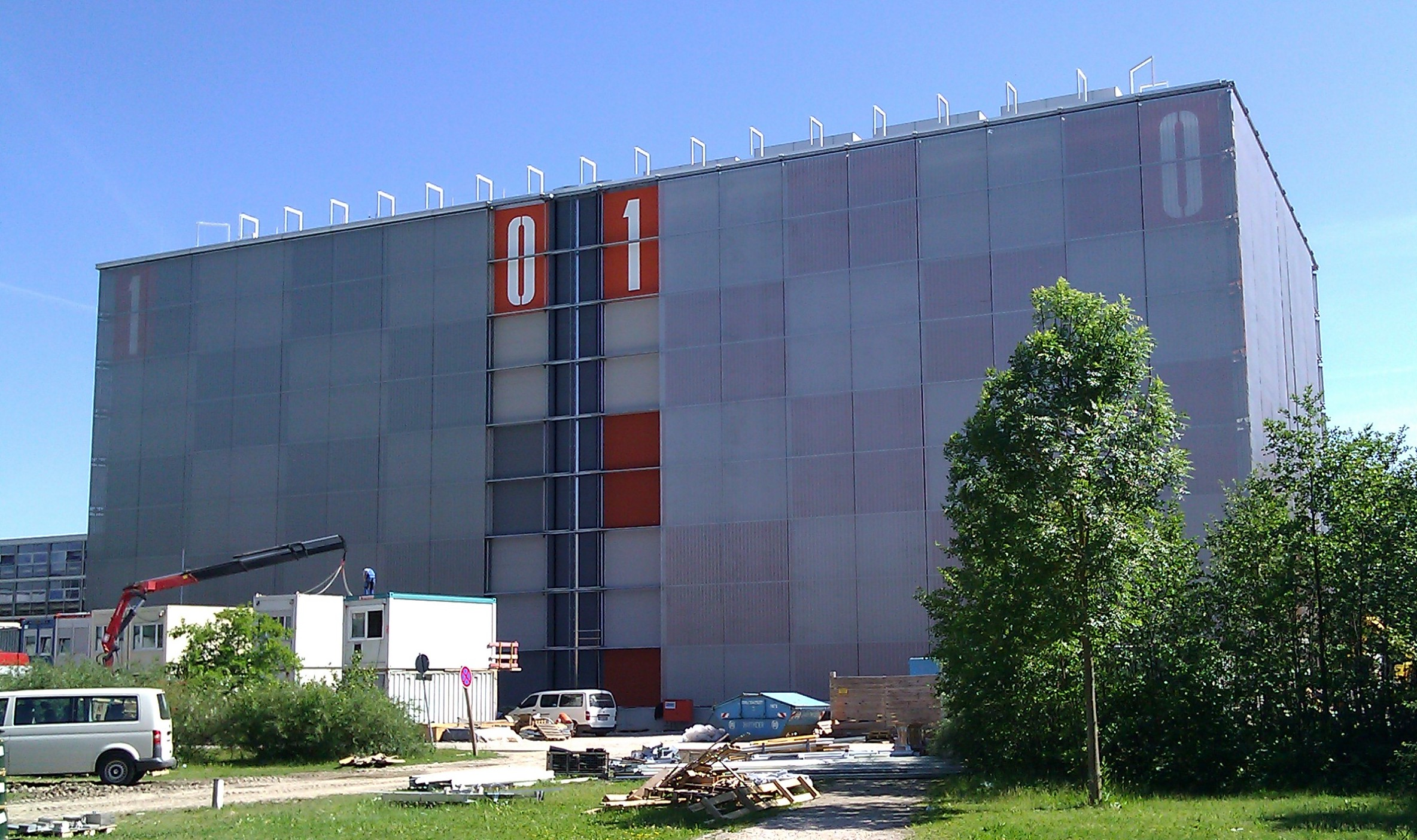
Gebäude des HLRB II (links) und SuperMUC (rechts), Juni 2011

Der Höchstleistungsrechner Bayern II, kurz HLRB II, war ein Supercomputer, der im Neubau des Leibniz-Rechenzentrums in Garching bei München betrieben wurde. Der Rechner war ein System von Silicon Graphics auf Basis der Altix-4700-Plattform. Er wurde am 21. Juli 2006 in Betrieb genommen. Im Juni 2011 war der HLRB II in der Liste der 500 schnellsten Supercomputer auf Platz 15 der deutschen Rechner und stand weltweit auf Platz 198.
In der Ausbauphase 1 verfügte er über 4096 Prozessoren mit einer Spitzenleistung (Rpeak) von 26,2 Tera-FLOPS. Als Prozessoren wurden Intel-Prozessoren vom Typ Itanium 2 Madison 9M mit 1,6 GHz eingesetzt. Das verwendete Betriebssystem war SUSE Linux Enterprise Server 10.
Im April 2007 wurden im Zuge der zweiten Ausbaustufe die Prozessoren durch den Typ Itanium 2 Montecito Dual Core ersetzt, der Rechner verfügte damit über 9728 Prozessorkerne und erreichte eine Spitzenleistung von 62,3 Tera-FLOPS. Er besaß außerdem 39 TByte Hauptspeicher, das Storage Area Network wurde auf 600 TByte erweitert.
Die Anschaffungskosten betrugen ca. 38 Millionen Euro und wurden vom Bund und dem Freistaat Bayern getragen. Die Betriebskosten von ca. 3 Millionen Euro pro Jahr trug der Freistaat Bayern alleine.
Das gesamte System wog 103 Tonnen und benötigte bei Volllast ca. 1,1 MW an elektrischer Leistung.
Im Juli 2009 wurde die Erweiterung des Rechenzentrums um einen zweiten Höchstleistungsrechner, den SuperMUC, beschlossen. Dabei wurde ein zweites, ebenfalls würfelförmiges Gebäude direkt an dem 2006 fertiggestellten HLRB II gebaut, in dem der Rechner installiert wurde. Die Kosten für die Erweiterung sollten 135 Millionen Euro betragen und wurden vom Bund und dem Freistaat Bayern getragen. Der Bau wurde im Frühjahr 2011 abgeschlossen. Bis zur offiziellen Einweihung des SuperMUC im Juli 2012 wurde der HLRB II vollständig abgebaut.
Die Hauptanwendungen des Rechners sind Large-Eddy-Simulation, Lattice-Boltzmann-Applikation, Quantenchromodynamik, Astrophysik, Hochenergiephysik und Quantenchemie.